# Super Baloo
Super Baloo (ang. TaleSpin) – amerykański serial animowany, w którym wykorzystano m.in. drugoplanowe postaci Księgi dżungli Disneya: Są to Baloo, Shere Kahn, Luis oraz małpy ze stada Luisa. Skopiowano te postaci wiernie po czym dodano im ubrania.

## Fabuła
Akcja odbywa się w latach trzydziestych XX wieku, choć niektóre wynalazki przeczą temu. W zamożnym, nadmorskim mieście Port Monet, (ang. Cape Suzette), mieszka niedźwiedź Baloo, prowadzący własną firmę transportową. Ale bez sukcesów, bo brakuje mu podejścia do klienta, a jego biuro jest śmietnikiem. Przez co nie spłacił kredytu za swój samolot Kaczuchę. Kaczucha jest samolotem fikcyjnej serii Conwing L-16, nawiązującym do C-119 (lub C-82), G-21 i PBY-3. Bank sprzedał należącą do Baloo firmę i jej aktywa Rebece Inkasso (ang. Rebecca Cunningham), samotnie wychowującej córkę, Molly. Zaprzyjaźnił się z nią, zwłaszcza że niedługo później uratował życie jej i dziewczynki. Pozwala mu w wolnych chwilach traktować Kaczuchę jak swoją, a nawet mówić innym że jest jego. Byle nie nadużywał tego i przykładał się do pracy. Jest to jednak trudna przyjaźń, bo Baloo nie lubi pracować. Perspektywa utraty samolotu, który kocha jest jedynym co go trzyma przy Rebece. Zawarł z nią układ, że może go wykupić, jeśli uzbiera 50 tys. dolarów. Próbuje wszelkich sposobów by to uzyskać. Najlepszymi przyjaciółmi Baloo są: Kit Chmurołap, 12-letni sierota, którego przygarnął po jednej z bitew z Powietrznymi Piratami (został jego nawigatorem); Louis – orangutan, właściciel ulubionej knajpy (warto nadmienić, że we wspomnianym wyżej filmie, z którego obaj pochodzą są wrogami); Ciapata (ang. Wildcat) – lew, genialny mechanik, lecz w sprawach prywatnych mocno nierozgarnięty i naiwny. Pracownicy Luisa to skopiowani członkowie jego stada z Księgi Dżungli.
Do najczęstszych negatywnych postaci zalicza się:
- Shere Khan – tygrys, główna negatywna postać w „Księdze Dżungli” Disneya. Bogacz i przemysłowiec. Właściciel wielobranżowych Zakładów Kahna. Ma nawet własny pancernik i siły powietrzne. Bardzo rzadko okazuje emocje. Nikt nie widział go przestraszonego, nawet przy bezpośrednim zagrożeniu. Gniew wyraża drapaniem mebli zachowując jednak stoicki spokój. Niemal nigdy się nie uśmiecha. Głos zawsze bardzo spokojny. Sprzyja on głównym bohaterom, jeśli ci zwalczają przestępczość szkodzącą jego interesom. W innych odcinkach jest ich wrogiem, jeśli tym razem neutralizują przestępczość, w której bierze udział. Członkowie jego sił powietrznych, marynarki i większość pracowników biura są bardzo podobni do disneyowskiej Bagheery z Księgi Dżungli.
- Don Karnage – rudy wilk (mylony często z lisem) szef gangu Powietrznych Piratów. Bardzo napuszony. Lubi przedstawiać się długo i efektownie. Jego najbliższymi współpracownikami są Pieszczoch, Sierpowy i Mamrot.
- Pułkownik Szpunt – niebieski dzik, dowódca sił powietrznych zamarzniętego kraju, Dzywerii (aluzja do ZSRR lat trzydziestych). Ilekroć się przedstawia dodaje: Pewnie słyszeliście o mnie.

Powstało 65 odcinków (+4 specjalne) w latach 1990-1994.
Po raz pierwszy serial pojawił się 5 września 1992 w TVP1 w sobotnim bloku Walt Disney przedstawia i był emitowany do 6 marca 1993. Serial powrócił po trzech miesiącach przerwy 19 czerwca 1993 i był nadawany do 16 kwietnia 1994. Po niespełna 22 latach nieobecności serial pojawił się 4 stycznia 2016 na antenie polskiego Disney Channel, emisja zakończyła się 31 stycznia 2016.

## Odcinki
W latach 1990–1994 powstało 65 odcinków.

### Spis odcinków
| Nr             | Polski tytuł (stary dubbing) | Polski tytuł (nowy dubbing)                  | Angielski tytuł                          |
| -------------- | ---------------------------- | -------------------------------------------- | ---------------------------------------- |
|                |                              |                                              |                                          |
| SERIA PIERWSZA |                              |                                              |                                          |
|                |                              |                                              |                                          |
| 01             | Epokowy wynalazek            | Stąd do nowoczesności                        | From Here To Machinery                   |
|                |                              |                                              |                                          |
| 02             | Opiekunka do dziecka         | Nie taki potwór straszny, jak go malują      | It Came From Beneath The Sea Duck        |
|                |                              |                                              |                                          |
| 03             | W samą porę                  | Czas nie czeka na niedźwiedzia               | Time Waits For No Bear                   |
|                |                              |                                              |                                          |
| 04             | Mama na jeden dzień          | Nie spada mama z nieba                       | Mommy For A Day                          |
|                |                              |                                              |                                          |
| 05             | Dowieźliśmy tylko śnieg      | Do odważnych lód należy                      | I Only Have Ice For You                  |
|                |                              |                                              |                                          |
| 06             | Jemy Blond w akcji           | Super Molly                                  | Molly Coddled                            |
|                |                              |                                              |                                          |
| 07             | Skarb Papugi                 | Czy leci z nami papuga?                      | Polly Wants A Treasure                   |
|                |                              |                                              |                                          |
| 08             | Błędy na niebie              | Mądry uczeń po Szkodzie                      | Vowel Play                               |
|                |                              |                                              |                                          |
| 09             | Łowcy idola skarbów          | Złe bożki szczęścia nie dają                 | The Idol Rich                            |
|                |                              |                                              |                                          |
| 10             | Nie ryzykuj                  | Z wielkiej burzy pożytek duży                | Stormy Weather                           |
|                |                              |                                              |                                          |
| 11             | Nieporozumienie              | Pół żywy – pół serio                         | Bearly Alive                             |
|                |                              |                                              |                                          |
| 12             | Cudowny sen                  | Senne zaćmienie                              | Her Chance To Dream                      |
|                |                              |                                              |                                          |
| 13             | Moby Fick                    | Uwolnić wieloryba                            | All’s Whale That Ends Whale              |
|                |                              |                                              |                                          |
| 14             | Złoty łańcuch przyjaźni      | Prawdziwa przyjaźń Spicy się nie boi         | The Golden Sprocket of                   |
|                |                              |                                              |                                          |
| 15             | Dla kilku petrodolarów       | Płynna gotówka                               | For A Fuel Dollars More                  |
|                |                              |                                              |                                          |
| 16             | Najlepszy na świecie         | Mile sławy początki, a koniec żałosny        | A Bad Reflection On You                  |
| 17             | Najlepszy na świecie         | Mile sławy początki, a koniec żałosny        | A Bad Reflection On You                  |
|                |                              |                                              |                                          |
| 18             | brak danych                  | Wzloty i upadki                              | On A Wing And A Bear                     |
|                |                              |                                              |                                          |
| 19             | brak danych                  | Spadająca gwiazda                            | A Star Is Torn                           |
|                |                              |                                              |                                          |
| 20             | Pozory mylą                  | Szkiełko za wyprawkę                         | A Touch Of Glass                         |
|                |                              |                                              |                                          |
| 21             | Pomysł Na Interes            | Która świnka glośno kwiczy, mało trufli daje | The Bigger They Are The Louder they Oink |
|                |                              |                                              |                                          |
| 22             | Matma Hari                   | Szpieg z przeszkodami                        | A Spy In The Ointment                    |
|                |                              |                                              |                                          |
| 23             | Błękitna krew                | Ostatnia kropla błękitnej krwi               | The Balooest Of The Blue Bloods          |
|                |                              |                                              |                                          |
| 24             | Kto jest kim?                | Nieoczekiwana zamiana dusz                   | A Baloo Switcheroo                       |
|                |                              |                                              |                                          |
| 25             | Legenda Jacksona             | Wiatrołap Jackson, Legenda skrzydeł          | Whistlestop Jackson, Legend              |
|                |                              |                                              |                                          |
| 26             | brak danych                  | Wszystko, czyli nic                          | Double Or Nothing                        |
|                |                              |                                              |                                          |
| 27             | Być kobietą                  | Pilot w spudnicy                             | Feminine Air                             |
|                |                              |                                              |                                          |
| 28             | Za ostatnim horyzontem       | Za siódmym widnokręgiem                      | Last Horizons                            |
|                |                              |                                              |                                          |
| 29             | brak danych                  | Lot śnieżnej kaczki                          | Flight Of The Snow Duck                  |
|                |                              |                                              |                                          |
| 30             | Tygrysia wdzięczność         | Dług wdzięczności                            | Save The Tiger                           |
|                |                              |                                              |                                          |
| 31             | Stary człowiek i Kaczucha    | Stary człowiek i przestworza                 | The Old Man And The Sea Duck             |
|                |                              |                                              |                                          |
| 32             | Kosmiczna wojna              | Inwazja dziwnych stworów                     | War Of The Weirds                        |
|                |                              |                                              |                                          |
| 33             | Tajny klub asów dżungli      | Szkoła życia                                 | Captains Outrageous                      |
|                |                              |                                              |                                          |
| 34             | Walka o kamień               | Pogromy i błyskawice                         | Plunder And Lightning                    |
| 35             | Walka o kamień               | Pogromy i błyskawice                         | Plunder And Lightning                    |
| 36             | Walka o kamień               | Pogromy i błyskawice                         | Plunder And Lightning                    |
| 37             | Walka o kamień               | Pogromy i błyskawice                         | Plunder And Lightning                    |
|                |                              |                                              |                                          |
| 38             | Złodziej czasu               | Jedynie słuszny czas                         | The Time Bandit                          |
|                |                              |                                              |                                          |
| 39             | Komu dzwoni dzwon            | W kogo uderzy dzwon                          | For Whom The Bell Klangs                 |
| 40             | Komu dzwoni dzwon            | W kogo uderzy dzwon                          | For Whom The Bell Klangs                 |
|                |                              |                                              |                                          |
| 41             | brak danych                  | Obywatel Khan                                | Citizen Khan                             |
|                |                              |                                              |                                          |
| 42             | Dieta cud                    | Kuracja na wyspie Udręki                     | Gruel And Unusual Punishment             |
|                |                              |                                              |                                          |
| 43             | Gwiazdka Molly               | Gwiazdka dla Molly                           | A Jolly Molly Christmas                  |
|                |                              |                                              |                                          |
| 44             | brak danych                  | Poprostu Baloo                               | My Fair Baloo                            |
|                |                              |                                              |                                          |
| 45             | Na tropie rubinowego skarbu  | Kto mi da skrzydła                           | Waiders Of The Wost Tweasure             |
|                |                              |                                              |                                          |
| 46             | Nasz człowiek z Syberii      | Tajna szkoła latania                         | Flight School Confidential               |
|                |                              |                                              |                                          |
| 47             | Wożąc Ptyśka                 | Dorwać bobasa                                | Bringing Down Babyface                   |
|                |                              |                                              |                                          |
| 48             | Widziałem to sto razy        | Z grubej rury                                | Jumping The Guns                         |
|                |                              |                                              |                                          |
| 49             | Fatalna pomyłka              | Piramidalny przekręt                         | In Search of Ancient Blunders            |
|                |                              |                                              |                                          |
| 50             | Całe życie Louies’a          | Bitwa o wyspę                                | Louie’s Last Stand                       |
|                |                              |                                              |                                          |
| 51             | Absolwent Louies'a           | Świadectwo wtrwałości                        | Sheepskin Deep                           |
|                |                              |                                              |                                          |
| 52             | Niebo w gębie                | Pizza niebo w gębie                          | Pizza Pie In The Sky                     |
|                |                              |                                              |                                          |
| 53             | Jak burza                    | Jak burza                                    | Baloo Thunder                            |
|                |                              |                                              |                                          |
| 54             | Uparty                       | Baloo Dominator                              | Bullethead Baloo                         |
|                |                              |                                              |                                          |
| 55             | Spokojny weekend             | Na skrzydłach przeznaczenia                  | Destiny Rides Again                      |
|                |                              |                                              |                                          |
| 56             | Ściśle tajne                 | Nie bądź taki szybki Szkot                   | Mach One For The Gipper                  |
|                |                              |                                              |                                          |
| 57             | Nie czepiaj się              | Coś się tu nie klei                          | Stuck On You                             |
|                |                              |                                              |                                          |
| 58             | Dźwięk i złość               | Zniszczenie na zamówienie                    | The Sound And The Furry                  |
|                |                              |                                              |                                          |
| 59             | Zemsta różowej małpy         | Okup dla zuchwałych                          | The Ransom Of Red Chimp                  |
|                |                              |                                              |                                          |
| 60             | Droga do Makadamii           | Czar, czarownej Makadami                     | The Road To Macadamia                    |
|                |                              |                                              |                                          |
| 61             | Nic ważnego                  | Lotny Listonosz                              | Your Baloo’s In The Mail                 |
|                |                              |                                              |                                          |
| 62             | Stracony raj                 | Raj utracony                                 | Paradise Lost                            |
|                |                              |                                              |                                          |
| 63             | Szalone pomysły              | Nieoczekiwana zmiana wzrostu                 | The Incredible Shrinking Molly           |
|                |                              |                                              |                                          |
| 64             | Dobre imię                   | Co było, wróciło                             | Bygones                                  |
|                |                              |                                              |                                          |
| 65             | Naiwniacy                    |                                              | Flying Dupes                             |
|                |                              |                                              |                                          |

## Nawiązania
Powietrzni Piraci, ważne postaci negatywne, powrócili po wielu latach w innym serialu Disneya Kacze opowieści.  Który jest rebootem klasyku o tej samej nazwie. Konkretnie w odcinku 20 i 45.  Produkcja nawiązuje niejednokrotnie do innych dawnych seriali tej wytwórni.